# جودمرد رستکان
جودمرد رستکان (پارسی میانه: ĵōymard ī Rastagān) یکی از نجیب‌زادگان ساسانی در سده سوم میلادی در زمان حکومت شاپور یکم بود.

## زندگی

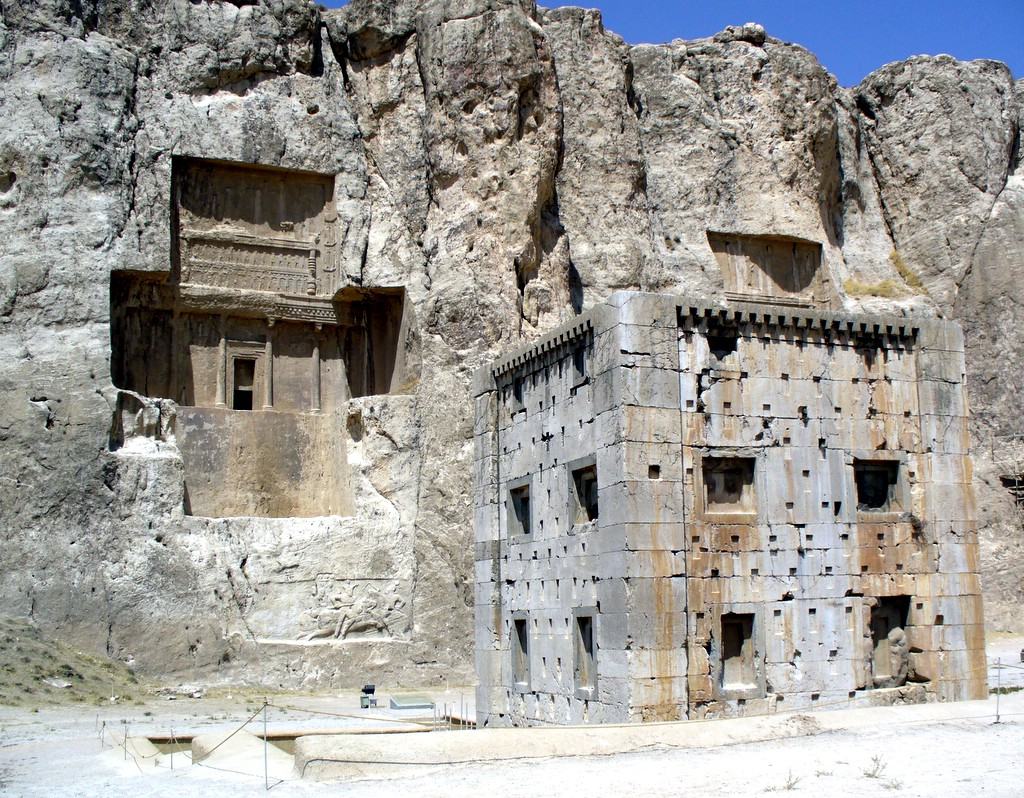
کعبه زرتشت، جایی که سنگ‌نوشته شاپور یکم حک شده‌است

از او در سنگ‌نوشته شاپور یکم بر کعبه زرتشت به عنوان پسر رستکان (رستگان) یاد شده‌است. او در این سنگ‌نوشته در میان ۶۷ نجیب‌زاده در رتبهٔ چهلم قرار دارد. اطلاعات دیگری از زندگی او در دست نیست.